# Nikolai Walentinow
Nikolai Walentinow (russisch Николай Валентинов; eigentlich Nikolai Wladislawowitsch Wolski, russisch Николай Владиславович Вольский; * 1879 in Morschansk; † 1964 in Le Plessis-Robinson) war ein russischer Ökonom.
Der ehemalige Menschewik Walentinow arbeitete in den 1920er Jahren im Obersten Volkswirtschaftsrat der Sowjetunion und emigrierte nach Lenins Tod nach Paris. 1953 veröffentlichte er sein Buch „Begegnungen mit Lenin“.